# دوايت جونز (لاعب كرة قدم أمريكية)
دوايت جونز (بالإنجليزية: Dwight Jones)‏ هو لاعب كرة قدم أمريكية أمريكي، ولد في 1989 في برلنغتون في الولايات المتحدة.

## وصلات خارجية
- دوايت جونز على موقع مرجع كرة القدم المحترفة.كوم (الإنجليزية)